# Liste jüdischer Verlage
Diese Liste enthält bestehende und ehemalige Buch- und Zeitungsverlage, die überwiegend Publikationen zu jüdischen Themen herausgeben oder herausgegeben haben. Sie ist unvollständig, Ergänzungen sind erwünscht.

## Bestehende Verlage (Auswahl)

### Europa
Deutschland
- Jüdischer Verlag im Suhrkamp Verlag, seit 1958

Großbritannien
- Halban Publishers, London, seit 1986

Niederlande
- Amsterdam Publishers, seit 2012, vor allem Biographien und Shoah-Literatur

Schweden
- Olniansky, Lund, jiddische Literatur (Yiddishland)

### Außereuropäische Länder
Israel
- Kohen Publishers, seit 1962, auch in Milford, Connecticut

Kanada
- New Jewish Press, Toronto

USA
- Ben Yehuda Press, Teaneck, New Jersey, seit 2005
- Feldheim Publishers, Nanuet, New York, seit 1939
- Jewish Lights Publishing, Nashville area, Tennessee, seit 1990, jetzt Tochterunternehmen von Turner Publishing Company
- Judaica Press, Brooklyn, New York, seit 1963
- Kar-Ben Publishing, Minneapolis, Minnesota, seit 1974
- Menucha Publishers, Brooklyn, New York, seit 2010
- Schocken, New York City, seit 1945 (Nachfolger des deutschen Verlages), jetzt Imprint von The Knopf Doubleday Publishing Group

## Ehemalige Verlage (Auswahl)

### Deutschland
Bis 1938
- Jalkut, Berlin, 1920–1930
- Jüdischer Verlag, 1902–1938, wichtigster jüdischer Verlag in dieser Zeit
- Klal-Verlag, Berlin, 1921–1929
- Philo-Verlag, Berlin, 1919–1938
- Schocken Verlag, Berlin, 1931–1938

Ab 1945
- Jüdischer Verlag bei Athenäum, Frankfurt am Main

### Weitere Länder
Russland
- Folks-Farlag, Kiew, St. Petersburg, 1919–1921